# Coyecques

Coyecques este o comună în departamentul Pas-de-Calais, Franța. În 1 ianuarie 2022 avea o populație de 598 de locuitori.